# 김해 능동 석인상 및 상석
김해 능동 석인상 및 상석(金海 陵洞 石人像 및 床石)은 대한민국 경상남도 김해시 삼문동, 능동마을의 뒷편에 서 있는 조선시대의 문인석과 상석이다.
1974년 2월 16일 경상남도의 유형문화재 제71호 능동석인상 및 상석으로 지정되었다가, 2018년 12월 20일 현재의 명칭으로 변경되었다.

## 개요
능동마을의 뒷편에 서 있는 문인석과 상석으로, 그 앞에는 가락국의 왕릉이었다고도 하고 혹은 조선 전기 사대부의 묘였다고도 전해지는 능이 자리하고 있다.
문인석은 돌로 만든 문인상으로 능을 옹위하는 역할을 하고, 상석은 능에 제사지낼 때 쓰는 돌로 만든 상이다. 이렇듯 능 주위로 석조물을 배치하는 풍습은 중국에서 시작한 것으로 한국에서는 8세기 중엽 통일신라시대에 이를 받아들였다. 비록 중국의 영향을 받긴 하였으나 우리 나름의 독창적인 전개과정을 이끌어냈기 때문에 이러한 석조물을 통해 조각의 변천과정을 살펴 볼 수 있어 그 가치를 지닌다.
문인석은 머리에 쓴 관모와 차리고 입은 관복, 홀(笏)을 쥐고 있는 손모양 등으로 보아 조선시대에 만들어진 것으로 보인다. 목과 허리의 표현이 없고 턱이 볼록하며 귀가 커서 친근함을 가져다 준다. 상석 또한 중후하여 조선시대에 만들어졌을 것으로 추측되는데 이들을 통해 조선시대 당시의 조각양식이나 능묘제도의 변화를 파악할 수 있어 중요한 가치를 지닌다.

## 참고 자료
- 김해 능동 석인상 및 상석 - 국가유산청 국가유산포털